# Иванов, Анатолий Михайлович
Анатолий Михайлович Иванов (род. 2 апреля 1935, Москва), писал как под своей фамилией, так и под псевдонимом Скуратов — советский диссидент, публицист, сторонник русского национализма и неоязычества.
Сторонник идеи «арийского» происхождения славян и русских. Входил в так называемый «антисионистский кружок», бывший частью русского националистического движения в СССР. Оказал существенное влияние на формирование русского национализма в 1970—1980-х годах.

## Биография
Родился в семье преподавателей русского языка и литературы. В 1955 году поступил на исторический факультет МГУ, где проучился два с половиной года, после чего в самом конце 1957 года был исключен за политическую неблагонадёжность — в связи с делом кружка Льва Краснопевцева. Ещё являясь студентом исторического факультета МГУ в конце 1950-х гг., он проявлял интерес к сомнительной с точки зрения властей литературе и стал главой студенческой группы, продвигавшей ультралевые (троцкистские) взгляды.
Вскоре после исключения из университета Иванов познакомился с Игорем Авдеевым, который попросил Иванова написать статью о «деле Краснопевцева». Хотя Иванов почти ничего не знал о деятельности кружка Краснопевцева, он написал статью под названием «Ждущим», подписав её псевдонимом «Мануйлов». В этой статье говорилось о том, что многие люди понимают: надо что-то менять, а группа Краснопевцева — это те люди, которые попытались что-то сделать. Авдеев увёз эту статью в Сталинск-Кузнецкий (ныне Новокузнецк), где 5 декабря 1958 года он был арестован, а при обыске у него нашли статью Иванова.
После этого у Иванова также был проведен обыск, при котором была найдена рукопись его статьи «Рабочая оппозиция и диктатура пролетариата» о двух течениях в социализме: «правильном» (начиная от Бакунина) и «неправильном» (от Маркса и Ленина). Иванов читал эту статью своим друзьям, среди которых был Владимир Осипов и другие участники поэтических чтений на площади Маяковского.
31 января 1959 года Иванов был арестован. В Институте Сербского его признали психически больным. В мае 1959 года суд признал его невменяемым (Игорь Авдеев получил 6 лет лишения свободы) и направил на принудительное лечение в Ленинградскую спецпсихбольницу. В августе 1960 года был освобождён.
После спецпсихбольницы почти сразу попал в салон Ильи Глазунова. После освобождения Иванов начал активно участвовать в поэтических чтениях на площади Маяковского. Некоторое время был приверженцем терроризма и стремился побудить ряд своих друзей к убийству Хрущёва. 6 октября 1961 года Иванов был вновь арестован, были арестованы также участники поэтических чтений Владимир Осипов и Эдуард Кузнецов. Иванов был обвинён в антисоветской агитации, но вновь признан невменяемым и направлен на принудительное лечение в Казанскую спецпсихбольницу, где пробыл до 1963 года.
Во второй половине 1960-х году перешёл к русскому национализму. В эти годы входил в клуб «Родина» (Русский клуб) при ВООПИиК. После освобождения Иванов стал работать переводчиком в НПО «Полиграфмаш», восстановился на заочном отделении исторического факультета МГУ, где написал дипломную работу по учению славянофилов. Окончил университет в 1968 году. Он установил отношения с так называемым «Обществом по изучению теории систем» — политическим кружком, участники которого сочетали сталинизм с русским национализмом. В 1968 году четверо самых активных членов этой группы (Александр Фетисов, В. Быков, О. Смирнов и Михаил Антонов) были арестованы, признаны невменяемыми и направлены на принудительное лечение.
В 1969 году Иванов вместе с другим известным идеологом русского национализма Вадимом Кожиновым принял участие в дискуссии о славянофилах в журнале «Вопросы литературы» со своей статьёй. С 1971 года Иванов анонимно или под псевдонимом «Скуратов» (фамилия его бабушки) публиковал свои статьи в самиздатском журнале «Вече», который издавал Владимир Осипов.
В 1978 году Иванов написал статью «Христианская чума», в которой он назвал христианство «самой страшной духовной эпидемией в истории человечества». В конце 1970-х годов Иванов познакомился с будущими активными членами «Памяти» — Валерием Емельяновым, Дмитрием Васильевым и др.
В августе 1981 года Иванов был арестован по обвинению в антисоветской агитации в третий раз — по делу об альманахе «Московский сборник», который подготовил Леонид Бородин и в котором была помещена статья Иванова. На этот раз Иванов был признан вменяемым и 25 июня 1982 года приговорён к одному году лишения свободы и пяти годам ссылки (Бородин был приговорен к 10 годам лишения свободы). Иванов неоднократно обвинялся печатно в том, что его показания способствовали осуждению Бородина.
Ссылку Иванов отбывал в Кировской области и был освобождён досрочно в конце 1984 года.
В 1987—1988 годах установил близкие отношения с обществом «Память» Дмитрия Васильева. С 1989 года он начал печататься в легальной прессе (журнал «Молодая гвардия», газета «Литературная Россия» и др.). В 1990—2000 годах был постоянным автором и членом редколлегии радикального национал-патриотического еженедельника «Русский вестник». Благодаря Иванову газета первоначально регулярно отводила полосу для пропаганды «славянского языческого наследия»; к концу 1991 года газета перешла на православную позицию.
В 1997 году Иванов совместно с П. В. Тулаевым и В. Б. Авдеевым участвовал в создании московского филиала «Европейской синергии» и стал его бессменным председателем. В эту группу вошли и некоторые другие известные неоязычники, включая А. К. Белова и И. Синявина. При этой организации действовало тайное общество «Аркаим».
С конца 1990-х годов Иванов сотрудничал с основанной Авдеевым «Библиотекой расовой мысли», в которой издательством «Белые  альвы» издаются и переиздаются работы новейших российских сторонников расизма и классиков западного расизма. Хорошо владея немецким языком, Иванов переводил для этих изданий публикации немецких расистов и нацистов.

## Взгляды
В студенческие годы продвигал троцкистские взгляды. Во второй половине 1960-х году обратился к русским славянофилам и произвёл переоценку своих ценностей, перейдя к русскому национализму. С рубежа 1960—1970-х годов выступал как сложившийся «государственник» и «национал-большевик», как называл его М. Хейфец. Он позиционировался как борец с масонами, евреями и защитник палестинцев. В тот же период он стал противником христианства и написал статьи «Тайна двух начал» (1971) и «Христианская чума» (1978), которые, распространяясь в списках, тут же стали пособиями для неоязычников.
В 1970-е годы существенной частью деятельности антисионистов и участников «русской партии» Валерия Емельянова, Дмитрия Жукова, Валерия Скурлатова и Иванова (Скуратова) стала пропаганда неоязыческого и расистского мировоззрения. К неоязычеству эти авторы пришли через следующее теоретическое построение: поскольку всё, что исходит от евреев по определению является негативным, следовательно и христианство также было создано евреями для порабощения других народов. В качестве противовеса христианству авторы предлагали возврат к «исконной» религии древних славян или праславян, рассматриваемых ими как часть «древних ариев».
В 1970 году в СССР в самиздате был распространён текст под названием «Слово Нации». В нём выражалось неприятие либерально-демократических идей, распространённых в то время среди части русских националистов, а в качестве программы провозглашались идеи сильного государства и формирования новой элиты. Для поддержания порядка и борьбы с преступностью авторитарная власть должна опираться на неподсудные никакому праву «народные дружины» (аналог «чёрных сотен»). Автор выдвигал требования борьбы с «ущемлением прав русского народа» и «еврейской монополией в науке и культуре», «биологической дегенерации белой расы» вследствие распространения «демократических космополитических идей», «случайной гибридизацией» рас, призыв к «национальной революции», после которой в стране правящей нацией должны стать «настоящие русские по крови и по духу» и другие. Полная русская версия этого документа была опубликована в эмигрантском журнале «Вече» в 1981 году, где автор писал о возможности превращения США в «орудие для достижения мирового господства чёрной расы» и отмечал особую миссию России по спасению мировой цивилизации. «Слово Нации» было подписано «русскими патриотами». Позднее стало известно, что его автором является Иванов (Скуратов). Этот текст Иванова написал после консультаций с другими сторонниками русского национализма.
Основные неоязыческие сочинения Иванова посвящены темам разоблачения христианства — «Тайна двух начал» (о происхождении христианства) (1971) и «Христианская чума» (1979) «мировоззрению» «арийских» народов — «Заратустра говорил не так» (с критикой Ницше) и «Основы арийского мировоззрения» (о религиях арийских народов) (1981). В 1970—1980-х годы он излагал свои идеи в эссе на историческую тему. Как профессиональному переводчику, владеющему несколькими европейскими языками, ему были доступны и зарубежные труды по истории, философии, филологии, религии. Он обратился к древнеиндийским и древнеперсидским трактатам. В отличие от многих других русских националистов и неоязычников он получил историческое образование. Ещё в начале 1980 годов он отверг многие их псевдоисторические идеи, охарактеризовав их как посягательство на чужое историческое наследие, историческое мародерство и объяснял комплексом неполноценности. Он выражал непонимание, зачем это нужно русским националистам, если русские обладают собственной богатой и героической историей. «Велесова книга» признавалась им фальсификацией. Он написал об этом самиздатскую работу «История как орудие геноцида. Несколько слов в защиту венедов» (1981). Иванов не разделял популярность этого текста среди своих соратников. Их аргумент, что «книга работает на нас», его не убеждал: «Если мы ставим перед собой великую задачу национального возрождения, то как можно это святое дело основывать на заведомой лжи?».
Тем не менее, Иванов, отказавшись от одних псевдоисторических взглядов других неоязычников, продвигал другие, также популярные в этой среде. Для «выяснения» «арийского мировоззрения» в самом начале 1980-х годов он обратился истории индоевропейцев, сравнил индуизм, буддизм и маздеизм, понимая под последним зороастризм. Вопреки мнению учёных, которые относят термин «арии» только к индоиранской группе языков, Иванов применял его расширительно для всех индоевропейцев, поскольку, по его мнению, он звучит «коротко и красиво» и полагал, что было бы логично называть семью народов по «её духовному авангарду». Поместив тут же фотографию своих друзей и единомышленников (Владимира Авдеева, Тулаева, Игоря Синявина и др.), он писал: «Зачем искать арийцев где-то в Индии и Германии? Мы сами арийцы». Позднее (2007) он сохранил термин «арийцы» только за индоиранцами.
В своём подходе к индоевропейскому вопросу Иванов опирался в основном на вышедшую тогда книгу украинского археолога
В. Н. Даниленко (1974), которая привлекала внимание многочисленными картами, изображавшими направления расселения первобытных племён, и содержала много сомнительных положений. Иванов стремился доказать негативных характер «семитов» и христианской церкви. Он использовал ненаучное предположение Даниленко о массовой миграции «капсийской культуры» из Северной Африки и Восточного Средиземноморья на север, на территорию Южную и Восточной Европы уже в позднем палеолите. Отождествив эту культуру с «семито-хамитами», он считал их представителями цивилизации Атлантиды, которые, прибыв в Европу, оттеснили «арийцев» далеко на север. Следующим «натиск» уже «семитов» на Балканы, по его мнению, произошёл в эпоху неолита. Ситуацию в Восточной Европе в эпоху мезолита и раннего неолита он называл «начало арийского сопротивления семитскому засилью», центр этого сопротивления находился в России; никогда не покидавшие «прародину» славяне, по его словам, в значительной мере сохранили «чистоту индоевропейской природы». В центре борьбы с «семитами» оказывались славяне как «наиболее чистые арийцы». Согласно Иванову, Ажи-Дахак создал Тору и построил Иерусалим и от него Авраам и остальные евреи получили своё учение.
На словах он отвергал расовую теорию, подчеркивая нетождественность между физическим типом и языком, однако считал авторитетом нацистского идеолога Ханса Гюнтера и пытался найти совпадение отдельных религий с особыми расовыми типами. Он утверждал, что «арийцы» перешли от «механического мышления к органическому», сформировав более развитый, чем у других, язык и создав глубокие религиозные представления, базирующиеся на гармонии между Богом, природой и человеком. Прямо противоположной по духу он считал религию «семитов» и писал, что «к несчастью, она утвердилась у нас в форме христианства». По его словам, «арийцам» нельзя рассчитывать на возрождение и успешную борьбу с сионизмом «под знаменем еврейского бога». «Залогом грядущей победы над Злом» он считал маздеизм.
После написания данного эссе Иванов развил ряд идей в новой работе, посвященной «загадкам мегалитов», написанной в ссылке в Кирове в 1983 году и позднее опубликованной в газете «Национальная демократия» (1995) под псевдонимом Л. Скуратов и с комментарием якобы от редакции, в действительности от него самого. Не разделяя мегалиты по времени и территории, он писал о загадочной мегалитической цивилизации, которая возникла в глубокой древности в Европе и распространила свои высокие знания по всему миру. Отсутствие у этой цивилизации письменности он объяснял сознательным нежеланием ею пользоваться. Это был особый народ, чье духовное наследие восходит к европейским неандертальцам. Европа представлена исконным центром мировой цивилизации, подарившим миру древнейшие математические и астрономические знания, где возник также культ солнца. Автор обращается к эзотерической идее смены рас. Глубокие знания о социальных явлениях и математике существовали уже в неолите, когда распространилась первая мировая религия, чьи центры и стали мегалитическими сооружениями. Автор изображал глубокий экологический кризис в эпоху мезолита. Носителями творческого начала этой эпохи он в согласии с эзотерическими взглядами делал не «семито-хамитов», а «негроидов», по его мнению, создавших «капсийскую культуру» и захвативших территорию от Европы до Северной Африки и Средней Азии и оттеснивших «индоевропейцев» на север. Для этого «негроиды» использовали сильнейшую магию, благодаря чему создали огромную империю. Однако затем «нордическая раса» собралась с силами, отвоевала былые рубежи и разнесла по свету мегалитическую культуру и спасла человечество от кризиса. Иванов утверждал, что ей предстоит повторить это в наше время при смене эры Рыб эрой Водолея. Русских он считал представителями именно этой традиции. «Нордический тип» Иванов производил от кроманьонца, сохранявшего некоторые неандертальские соматические черты, а по интеллекту неандерталец превосходил кроманьонца. Неандертальцы, по его мнению, могли быть носителями Примордиальной традиции. Они скрылись в подземной стране и с того времени управляют миром. Только в моменты глубоких кризисов они появляются и помогают человечеству. От этих культуртрегеров, по Иванову, и происходит «нордическая раса». Автор связывал мегалиты с подземными жителями, «белокурыми гигантами» — асами, или асурами, спасшими человечество от гибели и призванными повторить этот подвиг в преддверии близящейся эры Водолея. «Комментарий редакции» завершал пассаж: «Мы горды тем, что сакральным центром для русской традиции является мегалит на венетском (ныне, увы, немецком) острове Рюген — белгорючь камень Алатырь. Именно русский народ дольше всего сохранял данную асурами традицию — крестьянскую религию». Разделяя ряд эзотерических взглядов, он при этом на словах осуждал эзотерические концепции, усматривая в них «руку масонов».
Иванов утверждал, что единобожие впервые ввёл арией Заратуштра, и из его религии христианство украло свой основной идейный капитал. Иванов считал христианство самой страшной духовной эпидемией, усматривая его корни в иудаизме и теории «богоизбранности» еврейского народа. Он считал христианство сознательно созданным евреями с целью закабаления других народов. Евреи, по его мнению, целенаправленно внедряли его в другие культуры. Римская империя погибла вследствие расового смешения с завоеванными народами и распространения христианства. Христианство по Иванову содержит «еврейский расизм» и разрушает все национальные традиции, кроме еврейской; «христианство для России — национальная угроза. Или Россия — или христианство». Крещение погубило великую и славную культуру дохристианской Руси. Иванов обратился к русской антинорманистской традиции и писал о западнославянском происхождении Рюрика и славянском происхождении имени «Русь». Владимир совершил страшное дело, насильно обратив Русь в христианство, которое «изуродовало русскую культуру, русскую душу, русский характер». Христианство вбило клин между Россией и Европой, а затем помогло татарам завоевать Русь. Православная церковь обвиняется в военных поражениях, голоде, преследованиях инакомыслящих и бунтах. Одной из главных заслуг Ивана Грозного и Петра I автор считает политику юдофобии и пытается отлучить от христианства Гоголя, Достоевского и Толстого. Вопреки большинству современных русских националистов Иванов одобряет русскую революцию, поскольку она «смыла с России христианство»; «впервые за всю историю Россия находится в состоянии конфронтации с организованным мировым еврейством. В этой борьбе брать на вооружение ту же идеологию, из которой черпают вдохновение иудаизм и сионизм, идеологию, проповедующую „богоизбранность“ еврейского народа, значит заведомо обречь себя на поражение», поскольку «христианин — духовный раб еврейства». Иванов утверждает, что христианская церковь в России является легальным рупором сионистской пропаганды. Свой антисемитизм он считает истинным по сравнению с «ложным» антисемитизмом христиан, которых он считает «предателями нации и расы».
Относя все беды России на счёт «чужаков», Иванов видел путь к «освобождению» от «иудаизированной цивилизации» в пробуждении «арийского (нордического) сознания» русских и их «возврату» к «арийскому мировоззрению». Этому, по его мнению мешало христианство со своим «семитским богом». Христианство он отвергал не полностью, в отличие от многих других неоязычников, а желал вернуть его к «истокам», которые, по его мнению, лежали в зороастризме, возродить «арийское христианство». В соответствии с манихейскими принципами зороастризма о борьбе добра и зла он рисовал историю человечества как бесконечную борьбу «арийцев» и «семитов». В отличие от многих почвенников, он отказывался от ориентации на Север и предлагал смотреть на Юг. Корни «нашей» славянско-арийской духовности он предлагал искать в Индии. Иванов ссылается на псевдонаучную теорию Натальи Гусевой.
В 2000-е годы Иванов поменял мнение о мировой конфронтации. Развивая свою идею о связи религии с расой, он изобразил оппозицию, которая включает, с одной стороны, протестантизм и ислам, а с другой — католицизм и православие, утверждая, что речь идет о противостоянии стоящих за религиями расовых типов. За союзом католицизма с православием скрывается «цивилизация Мадонны», однако, по его мнению, проблема в том, что католики и православные пока не осознали этого единства. В 2005 году он писал, что католики предпочли сближение с протестантами.

## Влияние
С Валерия Емельянова и Иванова (Скуратова) начинается история национал-социалистического крыла в русском неоязычестве. Сочинения Иванова, написанные живым языком и содержавшие много фактов, недоступных массовому читателю, стали популярны в среде русских националистов.
Вокруг Иванова в журнале «Вече» группировались другие любители «дохристианской славянской идеологии», что в 1970-х годах способствовало развитию русского неоязычества, в качестве своего ориентира принявшего нацистский расовый миф. «Классическими произведениями» в обществе «Память» служили «Десионизация» Валерия Емельянова и «Христианская чума» Иванова (Скуратова).

## Некоторые публикации
- Иванов А. М. Чужими тропами // Русский вестник. — 1991. — № 7. — С. 10. — ISSN 0130-2485
- Иванов А. М. Логика кошмара. — М.: Русский вестник, 1993. — ISBN 5-85346-003-X
- Иванов А. М., Богданов Н. Г. Христианство. — М.: Витязь, 1994. — ISBN 5-86523-011-5
- Иванов (Скуратов) А. М. История венетов // Национальная демократия. — 1995. — № 1. — С. 13—27.
- Иванов (Скуратов) А. М. Рассветы и сумерки арийских богов: расовое религиоведение. — М.: Белые альвы, 2007. — ISBN 5-7619-0162-5
- Скуратов Л. (Иванов А. М.) Загадка мегалитов // Национальная демократия. — 1995. — № 1. — С. 30—33.